# Leon Chajn

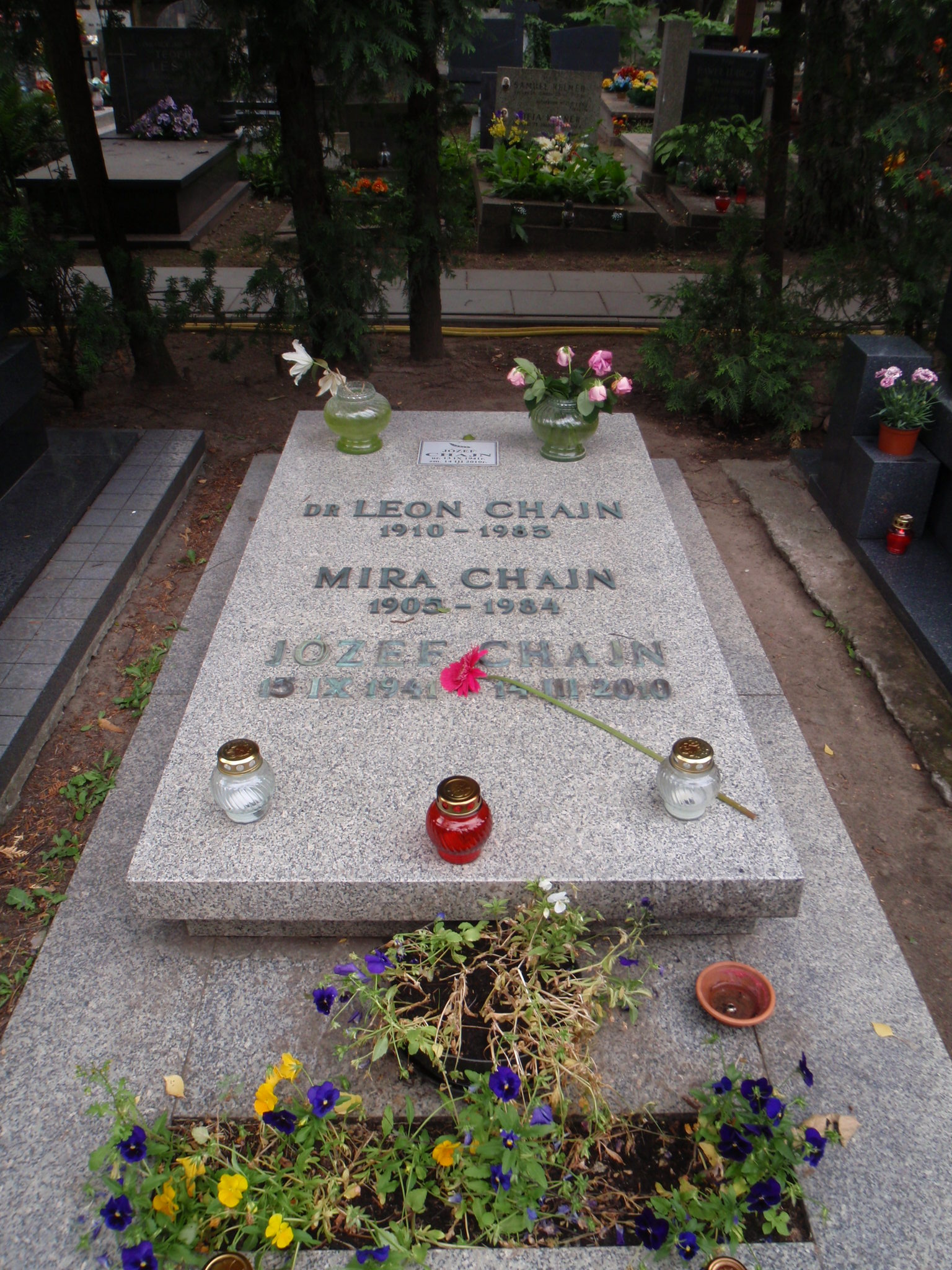
Grób rodziny Chajnów na Cmentarzu Wojskowym na Powązkach w Warszawie

Leon Chajn (ur. 3 marca 1910 w Warszawie, zm. 1 marca 1983 tamże) – polski adwokat, działacz komunistyczny, polityk i publicysta, naczelny dyrektor archiwów państwowych. Sekretarz generalny Stronnictwa Demokratycznego, poseł do Krajowej Rady Narodowej, na Sejm Ustawodawczy oraz Sejm PRL I, II, III i IV kadencji, członek Rady Państwa od 1957 do 1965, wiceprezes i członek Zarządu Towarzystwa Przyjaźni Polsko-Radzieckiej pod koniec lat 40. Funkcje w Stronnictwie Demokratycznym sprawował oddelegowany przez władze PPR, pozostając jednocześnie jej członkiem. Po 1948 był równolegle do funkcji w SD tajnym członkiem PZPR.

## Życiorys
Syn Józefa i Reginy. Ukończył Wyższą Szkołę Dziennikarstwa (1931) i Wydział Prawa Uniwersytetu Warszawskiego (1933). 
Aktywista Organizacji Młodzieży Socjalistycznej „Życie”. Od 1932 członek Komunistycznej Partii Polski. Od 1933 aplikant sądowy, jednocześnie działał w KPP.
Po agresji III Rzeszy i ZSRR na Polskę przebywał do czerwca 1941 na terenie okupacji sowieckiej, po ataku Niemiec na ZSRR ewakuowany do Baszkirskiej ASRR. Zajmował stanowiska kierownicze w sowieckiej administracji państwowej i gospodarczej (w latach 1940–1941 Sojuzahotkoż w Stanisławowie, naczelnik wydziału; w 1941 – Obłpromsojuz, dyrektor szkoły obwodowej we Lwowie; w latach 1942–1944 Baszniefttiefazstroj, naczelnik wydziału w Iszymbaju, Baszkirska ASRR).
Od 1943 działacz Związku Patriotów Polskich (przewodniczący ZPP w Iszymbaju), w 1944 oficer polityczny 1 Armii Polskiej w ZSRR, sekretarz redakcji „Do broni”. Od lipca 1944 zastępca kierownika resortu sprawiedliwości w Polskim Komitecie Wyzwolenia Narodowego; w latach 1945–1949 podsekretarz stanu w Ministerstwie Sprawiedliwości; w latach 1949–1952 wiceprezes Najwyższej Izby Kontroli; w latach 1953–1957 podsekretarz stanu w Ministerstwie Pracy i Opieki Społecznej; w latach 1957–1965 członek Rady Państwa w latach 1963–1965 przedstawiciel rządu PRL w Radzie Administracyjnej Międzynarodowego Biura Pracy; w latach 1965–1976 dyrektor naczelny archiwów państwowych.
Od 1944 pełnił liczne funkcje w Stronnictwie Demokratycznym: członka Zarządu Głównego (1945), członka Centralnego Komitetu (1945–1969), członka Komitetu Politycznego CK (1945–1954), członka prezydium CK (1945–1965), sekretarza generalnego CK (1945–1961), wiceprzewodniczącego CK (1961–1965); w latach 1944–1969 poseł do Krajowej Rady Narodowej, na Sejm Ustawodawczy oraz Sejm PRL I, II, III i IV kadencji.
W ostatnim okresie życia ujawnił, że został członkiem SD na polecenie władz Polskiej Partii Robotniczej i będąc jednym z przywódców Stronnictwa Demokratycznego, był jednocześnie nadal członkiem Polskiej Zjednoczonej Partii Robotniczej. 
W 1966 uzyskał stopień naukowy doktora nauk humanistycznych. Autor prac naukowych poświęconych polskiej masonerii (Wolnomularstwo w II Rzeczypospolitej, Warszawa 1975; Polskie wolnomularstwo 1920–1938, Warszawa 1984). Był współzałożycielem Międzynarodowego Zrzeszenia Prawników Demokratów.
Został pochowany z honorami 7 marca 1983 na Cmentarzu Wojskowym na Powązkach w Warszawie (kwatera A 4-Tuje-16). Wśród najwyższej rangi uczestników pogrzebu w ówczesnej prasie wymieniono wicepremiera, przewodniczącego CK SD Edwarda Kowalczyka, sekretarza KC PZPR Zbigniewa Michałka oraz członka prezydium Naczelnego Komitetu ZSL Józefa Kijowskiego. W imieniu władz SD przemówienie wygłosił Alfred Beszterda.
Bohater jednego z wywiadów w książce Teresy Torańskiej Oni.

## Życie prywatne
Mieszkał w Warszawie. Mąż Miry Chajn (1905–1984). Ojciec Józefa Chajna.

## Ordery i odznaczenia
- Order Sztandaru Pracy I klasy (1959)[8]
- Krzyż Komandorski z Gwiazdą Orderu Odrodzenia Polski (29 grudnia 1945)[9]
- Order Krzyża Grunwaldu II klasy
- Order Sztandaru Pracy II klasy
- Złoty Krzyż Zasługi (19 lipca 1946)[10]
- Medal „Za waszą wolność i naszą” (1966)[11]
- Odznaka 1000-lecia Państwa Polskiego (1966)[12]
- Odznaka „Zasłużonemu Działaczowi Stronnictwa Demokratycznego”
- Wielki Oficer Orderu Lwa Białego (Czechosłowacja)